# Ukrán macskamenta
Az ukrán macskamenta (Nepeta ucranica) az ajakosvirágúak (Lamiales) rendjébe és az árvacsalánfélék (Lamiaceae) családjába tartozó faj.

## Előfordulása
Az ukrán macskamenta előfordulási területe Közép-Európától kezdve, az európai Oroszország déli részén keresztül, délfelé Iránig, kelet felé Hszincsiang-Ujgur Autonóm Területig és észak felé Nyugat-Szibériáig, valamint néhány arktiszi szigetig tart.

## Alfajai
- Nepeta ucranica subsp. kopetdaghensis (Pojark.) Rech.f.
- borzas macskamenta (Nepeta ucranica subsp. parviflora) (M.Bieb.) M.Masclans[1][2]
- Nepeta ucranica subsp. schischkinii (Pojark.) Rech.f.
- Nepeta ucranica subsp. ucranica